# Florian Fritz
Florian Fritz (Sens, 17 gennaio 1984) è un rugbista a 15 francese, dal 2004 tre quarti centro del Tolosa.

## Biografia
Cresciuto a Villeurbanne, dove mosse i primi passi rugbistici, esordì in campionato nelle file del Bourgoin-Jallieu; passato nel 2004 al Tolosa, con il club dell'Alta Garonna si è laureato campione d'Europa nel 2005 e di Francia nel 2008.
Già presente in Nazionale francese fin dal 2005 (esordì durante un tour estivo nel giugno di quell'anno a Durban contro il Sudafrica), e parte delle rose che vinsero i Sei Nazioni 2006 e 2007, non fu convocato per la Coppa del Mondo di rugby 2007 e trascorsero altri due anni prima di tornare a disputare un match internazionale, contro l'Inghilterra a Twickenham nel Sei Nazioni 2009; più tardi è stato incluso dal C.T. Lièvremont nella lista dei giocatori impegnati nel tour estivo 2009 della Francia in Australasia.

## Palmarès
- Campionati francesi: 3
Tolosa: 2007-08, 2010-11, 2011-12
- Heineken Cup: 2
Tolosa: 2004-05, 2009-10